# شهدطوطی رگه‌آبی
شهدطوطی رگه‌آبی (نام علمی: Eos reticulata) نام یک گونه از سرده طوطی‌های شفق است.